# Teixeirichthys jordani
Teixeirichthys jordani (Rutter, 1897) è un pesce osseo marino appartenente alla famiglia Pomacentridae, unico membro del genere Teixeirichthys.

## Distribuzione e habitat
La specie è diffusa nell'Indo-Pacifico tropicale e, in parte, subtropicale dal mar Rosso e le coste africane orientali al sud del Giappone e della Cina e fino all'Australia settentrionale. È tipico delle coste dei continenti e raro nelle acque di isole oceaniche e atolli.
Al contrario della maggioranza dei Pomacentridae indopacifici non è legato alle barriere coralline ma popola zone ricche di vegetazione acquatica e le radure sabbiose a profondità comprese tra 4 e 20 metri. Staziona in banchi a mezz'acqua.

## Descrizione
Il corpo è piuttosto slanciato, più che nella maggioranza degli altri Pomacentridae. La colorazione è simile a quella dei membri del genere Pristotis, azzurro chiara con punti blu sul corpo e le pinne disposti a formare linee longitudinali più o meno complete. Anche il bordo della pinna anale è blu e due brevi linee dello stesso colore sono disposte tra l'occhio e il muso. Una macchietta nera è presente alla base della pinna pettorale. L'iride dell'occhio è bianca attraversata da una barra scura verticale.
Non supera i 14 cm di lunghezza.

## Biologia
Gregario, forma banchi sparsi anche di centinaia di individui.

### Alimentazione
Si nutre di zooplancton.

### Riproduzione
È una specie ovipara, le uova aderiscono al fondale e vengono sorvegliate dal maschio Il nido viene preparato su affioramenti rocciosi di piccole dimensioni o nel detrito.

## Conservazione
Questa specie è comune in tutto il suo areale, le popolazioni sono numericamente stabili e non sono note cause immediate di minaccia, se non, limitatamente, l'essere catturata come bycatch con le reti a strascico. Per questi motivi la Lista rossa IUCN la classifica come "a rischio minimo".